# Hrabstwo Surf Coast

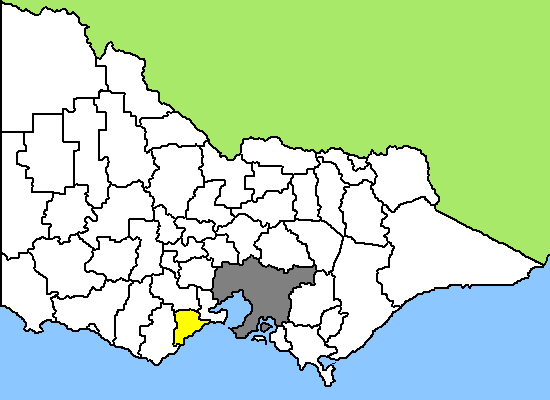
Hrabstwo zaznaczone na mapie administracyjnej stanu (na żółto)

Hrabstwo Surf Coast (Surf Coast Shire) – obszar samorządu lokalnego (ang. local government area) w australijskim stanie Wiktoria. Zajmuje powierzchnię 1560 km² i liczy 21 771 mieszkańców (2006). Ośrodkiem administracyjnym jest miasteczko Torquay. Poza nim do hrabstwa należą miejscowości Aireys Inlet, Anglesea, Lorne, Moriac i Winchelsea. Hrabstwo powstało w wyniku stanowej reformy samorządowej z 1994 roku. 
Władzę ustawodawczą sprawuje dziewięcioosobowa rada hrabstwa, która wybiera ze swojego składu burmistrza hrabstwa, kierującego władzą wykonawczą.
W celu identyfikacji samorządu Australian Bureau of Statistics wprowadziło czterocyfrowy kod dla Hrabstwa Surf Coast – 6490.